# Piotr Masojć
Piotr Masojć (ur. 3 maja 1957 Szczecin) – polski profesor nauk rolniczych w zakresie agronomii, genetyki i hodowli roślin

## Życiorys
W 1979 ukończył studia na Uniwersytecie im. Adama Mickiewicza w Poznaniu. Doktoryzował się w 1985 na Akademii Rolniczej w Szczecinie. Stopień naukowy doktora habilitowanego uzyskał w 1994 na AR w Szczecinie w oparciu o pracę Polimorfizm genetyczny i zmienność ilościowa inhibitora endogennej alfa-amylazy w ziarnach zbóż. Tytuł naukowy profesora nauk rolniczych otrzymał 16 października 2001.
Zawodowo związany z Akademią Rolniczą w Szczecinie i od 2009 z Zachodniopomorskim Uniwersytetem Technologicznym w Szczecinie, na którym został zatrudniony jako profesor zwyczajny. W latach 2002–2005 był prorektorem AR. W 2002 został kierownikiem Katedry Genetyki, Hodowli i Biotechnologii Roślin.
Specjalizuje się w genetyce i hodowli roślin. Opublikował ok. 140 prac, wypromował ośmiu doktorów. Został członkiem Polskiego Towarzystwa Genetycznego, należał także do Komitetu Fizjologii, Genetyki i Hodowli Roślin PAN.
Odznaczony Srebrnym Krzyżem Zasługi (1998) i Medalem Komisji Edukacji Narodowej (2002). Nagrodzony Zachodniopomorskim Noblem (2002).